# آرثر جفري
آرثر جفري (بالإنجليزية: Arthur Jeffery)‏ ( 1892 - 1959 م ) هو مستشرق أسترالي.

## آثاره
- «مصادر تاريخ القرآن» ، صدر بالإنجليزية في سنة 1937 م.
- «الكلمات الدخيلة في القرآن» ، صدر بالإنجليزية.
- «القرآن ككتاب ديني» ، صدر بالإنجليزية في سنة 1952 م.